# Loivo

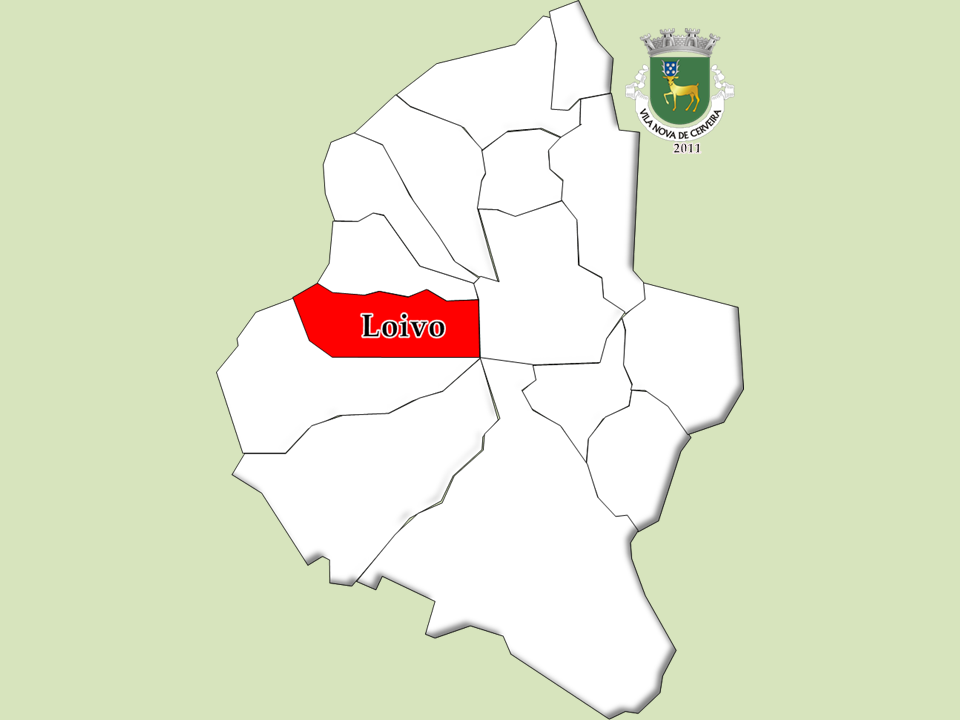
Localização da freguesia de Loivo no município de Vila Nova de Cerveira

Loivo é uma povoação portuguesa sede da Freguesia de Loivo do Município de Vila Nova de Cerveira, freguesia com 5,15 km² de área e 834 habitantes (censo de 2021), tendo, por isso, uma densidade populacional de 161,9 hab./km².

## Demografia
A população registada nos censos foi:
| Distribuição da População por Grupos Etários | Distribuição da População por Grupos Etários | Distribuição da População por Grupos Etários | Distribuição da População por Grupos Etários | Distribuição da População por Grupos Etários |
| -------------------------------------------- | -------------------------------------------- | -------------------------------------------- | -------------------------------------------- | -------------------------------------------- |
| Ano                                          | 0-14 Anos                                    | 15-24 Anos                                   | 25-64 Anos                                   | > 65 Anos                                    |
| 2001                                         | 147                                          | 148                                          | 443                                          | 121                                          |
| 2011                                         | 122                                          | 107                                          | 515                                          | 141                                          |
| 2021                                         | 106                                          | 80                                           | 453                                          | 195                                          |